# 2014年冬季奧林匹克運動會空架雪車比賽
2014年冬季奧林匹克運動會鋼架雪車比賽是於2014年2月13日至2月15日期間，在俄羅斯索契的雪橇運動中心舉行的賽事。該項目共設有兩小項。

## 賽程表
以下是鋼架雪車項目的賽程表。
所有時間皆為當地時區UTC+4。
| 日期    | 時間  | 項目                       |
| ------- | ----- | -------------------------- |
| 2月13日 | 11:30 | 女子個人第一次、第二次滑行 |
| 2月14日 | 16:30 | 男子個人第一次、第二次滑行 |
| 2月14日 | 16:30 | 女子個人第三次、第四次滑行 |
| 2月15日 | 18:45 | 男子個人第三次、第四次滑行 |

## 獎牌榜
| 排名 | 国家／地区      | 金牌 | 银牌 | 铜牌 | 總數 |
| ---- | --------------- | ---- | ---- | ---- | ---- |
| 1    | 俄罗斯（RUS）   | 1    | 0    | 1    | 2    |
| 2    | 英国（GBR）     | 1    | 0    | 0    | 1    |
| 3    | 美国（USA）     | 0    | 1    | 1    | 2    |
| 4    | 拉脱维亚（LAT） | 0    | 1    | 0    | 1    |
|      | 總計            | 2    | 2    | 2    | 6    |

## 各項成績
| 項目          | 金牌                                | 金牌    | 银牌                             | 银牌    | 铜牌                           | 铜牌    |
| 男子 （詳細） | Aleksandr Tretyakov · 俄罗斯（RUS） | 3:44.29 | Martins Dukurs · 拉脱维亚（LAT） | 3:45.10 | 马修·安托万 · 美国（USA）      | 3:47.26 |
| 女子 （詳細） | 莉齐·亚诺尔德 · 英国（GBR）         | 3:52.89 | Noelle Pikus-Pace · 美国（USA）  | 3:53.86 | Elena Nikitina · 俄罗斯（RUS） | 3:54.30 |

## 參賽資格
以2014年1月18日的排名決定參賽選手，總計有30名男子運動員及20名女子運動員取得資格。